# Tramvajová doprava v Permu

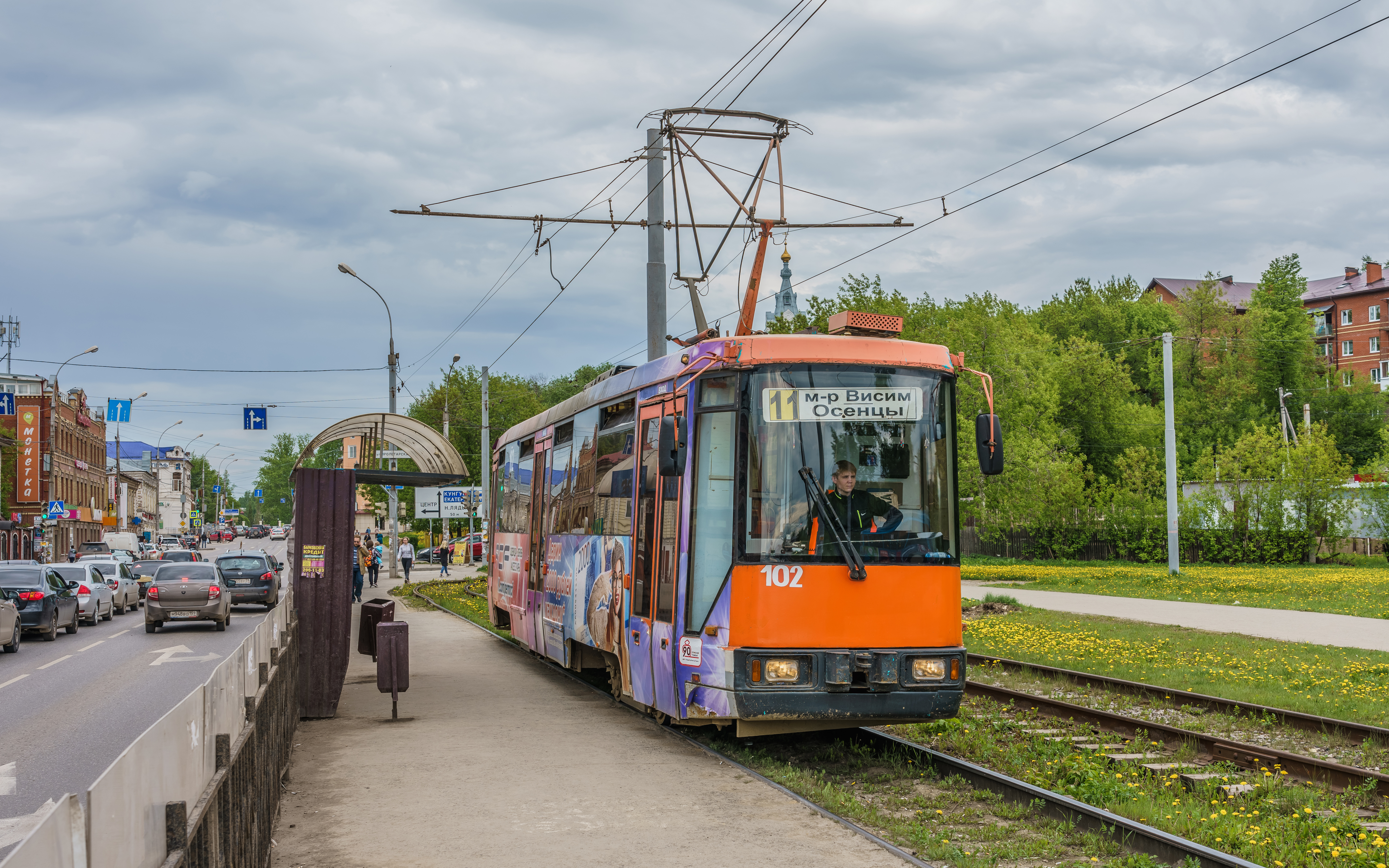
Tramvaj v Permu

Tramvajová doprava zajišťuje v Permu obsluhu hlavních a dopravně velmi vytížených směrů. Stejně jako jiné sítě v zemi je i tato širokorozchodná, tj. rozchod kolejí zde činí 1524 mm. Uzlem celé sítě je terminál s názvem Ulica Gorkogo, kde se kříží nejvíce linek a mnohé tam i končí.

## Historický vývoj
Zdejší tramvajová síť byla otevřena 7. listopadu 1929. První projekty na vybudování tramvajového provozu se objevily již v časech před první světovou válkou. Nakonec byly první tratě postaveny až ve dvacátých letech, avšak jejich vedení místy odpovídalo původnímu předválečnému plánu. Dovezeny byly tramvaje z Moskvy. Meziválečný rozvoj se završil vybudováním tratě ke Kalininově závodu v roce 1940. Pak přišla druhá světová válka a byly důležitější jiné věci než rozvoj dopravy.
Kromě osob se také přepravovalo zboží; permské tramvaje sloužily i jako nákladní. Na síť byly napojené mnohé zdejší podniky. Celý tento systém byl ve válečné době ještě rozšířen a zdokonalen. Protože bylo nutno přepravovat také raněné, byly zřízeny i sanitní tramvaje; vznikly přestavbou dříve používaných osobních vozů. Po ukončení bojů se však situace začala opět vracet do předválečného stavu, mnohé nákladní spoje byly zrušeny a sanitní vozy zcela ztratily svůj význam. Do dnešní doby se již nedochovalo z nákladní tramvajové dopravy v podstatě vůbec nic. 
Po dlouhé době byly v roce 1948 pořízeny nové vozy. Nejednalo se však o zcela nové tramvaje, nýbrž o dodávky použitých z Moskvy. V 50., 60. a 70. letech nastala éra rozvoje; vznikl nový ropný závod, byla vybudována nová sídliště. Dopravu sem měly zajišťovat právě tramvaje; budovaly se tedy nové tratě. Na konci 70. let již délka sítě dosáhla 140 km, což je dodnes rekord v celé její historii. S útlumem začala až léta perestrojky, kdy byla přijata úsporná opatření vedoucí nakonec ke zrušení mnohých tratí. Objevily se i finanční problémy. Dnes tramvaje jezdí na 129,1 km tratí. Současně je budován systém metra, který tramvaje doplní v nejvíce zatíženém směru.